# کتابخانه ملی اقتصاد آلمان
کتابخانه ملی اقتصاد آلمان (انگلیسی: German National Library of Economics) یا به اختصار «ZBW»، بزرگترین سازمان پژوهشی جهان برای متون علمی اقتصادی، به‌صورت آنلاین و آفلاین است. 
این کتابخانه یکی از اعضای «انجمن لایب‌نیتس» است و از سال ۲۰۰۷ یک بنیاد تحتِ قوانین عمومی بوده‌است. این سازمان چندین بار، برندهٔ جایزه بین‌المللی لیبر (LIBER) بابت کار نوآورانه خود در زمینهٔ دانش کتابداری شده‌است. کتابخانه ملی اقتصاد آلمان امکان دسترسی به میلیون‌ها سند و پژوهش علمی در زمینه اقتصاد را فراهم می‌کند و با بیش از ۴۰ مؤسسه پژوهشی همکاری دارد تا یک درگاه دسترسی آزاد و شبکه اجتماعی پژوهشی فراهم آورد. از طریق ایکان‌استور و ایکان‌بیز، محققان و دانشجویان به میلیون‌ها مجموعه داده و هزاران مقاله دسترسی پیدا کرده‌اند. کتابخانه ملی اقتصاد آلمان همچنین دو ژورنال علمی اقتصاد را ویراستاری و منتشر می‌کند.